# كأس الجزائر 1977–78
كأس الجزائر 1977–78 هو موسم من كأس الجزائر. أشرف على تنظيمه الإتحاد الجزائري لكرة القدم، وفاز فيه شباب بلوزداد.
و الوصيف فيه كان فريق إتحاد الجزائر